# Сюїта Святого Павла
Сюїта Святого Павла (Op. 29, № 2; спочатку під назвою Сюїта до мажор) — композиція для струнного оркестру англійського композитора Густава Голста. Написана в 1912 році, але через правки не публікувалася до 1922 року. Названа на честь школи дівчаток Святого Павла у Великій Британії, де Голст був музичним керівником з 1905 по 1934 р. Написана в знак подяки до школи, яка побудувала для Голста звуконепроникну студію.
Сюїта складається з чотирьох частин:
- I. Жига: Vivace
- II. Остинато: Presto
- III. Інтермеццо: Andante con moto
- IV. Фінал: Allegro